# IC 789
IC 789 је спирална галаксија у сазвјежђу Дјевица која се налази на листи објеката дубоког неба у Индекс каталогу.
Деклинација објекта је + 7° 27' 37" а ректасцензија 12h 26m 20,5s. Привидна величина (магнитуда) објекта IC 789 износи 13,8 а фотографска магнитуда 14,8. IC 789 је још познат и под ознакама UGC 7533, MCG 1-32-61, CGCG 42-102, VCC 889, PGC 40673.